# Saint-Pierre-le-Viger
Saint-Pierre-le-Viger é uma comuna francesa na região administrativa da Normandia, no departamento de Sena Marítimo. Estende-se por uma área de 5,47 km². Em 2010 a comuna tinha 263 habitantes (densidade: 48,1 hab./km²).